# Szivula
A Szivula (más néven Szivulja, Nagy-Szivula, ukránul: Сивуля vagy Велика Сивуля) hegy a Kárpátokban, az azonos nevű hegygerincen. 1836 méteres magasságával az Északkeleti-Kárpátokhoz tartozó Gorgánok legmagasabb csúcsa. A gerincen tőle délkeletre a Kis-Szivula (1818 m), északnyugatra a Lopusna (1694 m) és a Borevka  (1596 m) emelkedik. Ukrajnában, az Ivano-frankivszki területen található.
A Szivula gerince vízválasztót képez a Limnicja és a Szolotvini-Bisztricja felső folyása között. Kúp alakú csúcsa durva szemcséjű homokkőből áll. 3 méterig terjedő méretű kőlapok és -darabok borítják; a „kőfolyók” helyenként 1400 méteres magasságig vagy az alá is leereszkednek. A növényzetet 1400–1600 méteres magasságig fenyvesek, afölött törpefenyő uralja. A kőlapokat mohák, zuzmók borítják.

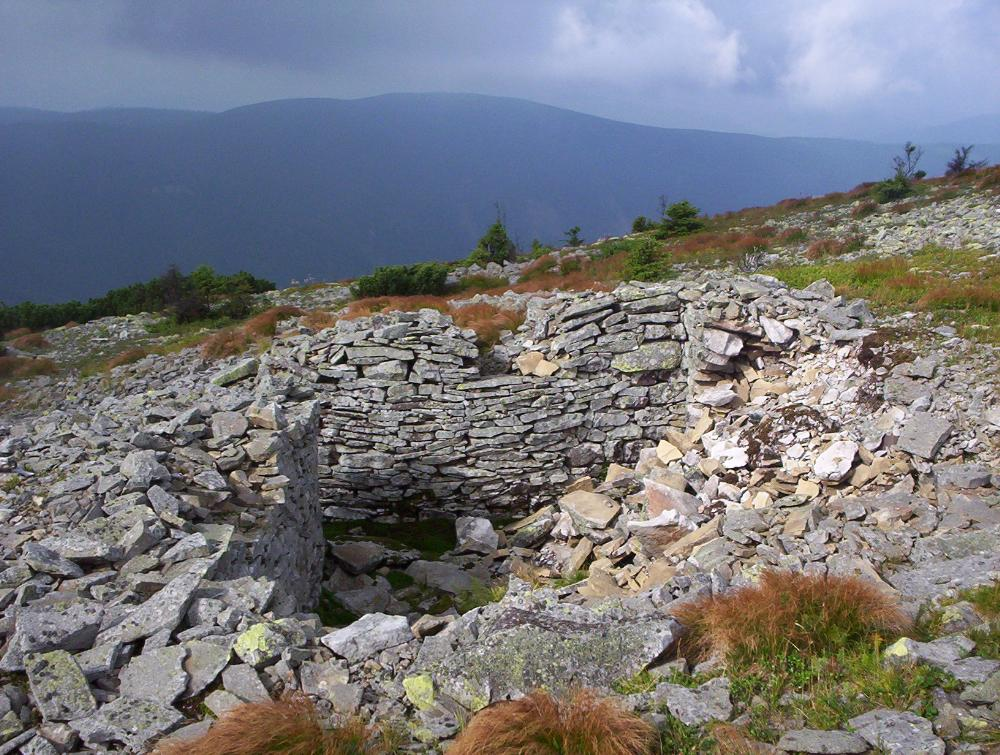
Lövészárok a Szivula gerincén

## Történelem
A hegy lejtőit első világháborús erődítések árkai szabdalják. Árkok maradványai a gerincen is megtalálhatók, a Nagy-Szivulától a Borevka csúcs felé tartva. 1920-tól a második világháborúig erre húzódott Csehszlovákia és Lengyelország határa, amiről katonai őrhelyek romjai is tanúskodnak.

## Turizmus
A Szivula népszerű túracélpont, elsősorban a májustól októberig tartó szezonban. Oszmoloda, Biszticja vagy Sztara Huta településekről indulva érhető el.